# Znělá epiglotální frikativa
Znělá epiglotální frikativa je souhláska vyskytující se v čečenštině, agulštině a jazycích haida a dahalo. Někdy může hraničit s výslovností znělé faryngální frikativy (ʕ), např. je možno ji nalézt jako netradiční a nářeční výslovnost arabského „ع“. V IPA má symbol [ʢ].
- Způsob artikulace: aproximantní souhláska, vytváří se přiblížením artikulačních orgánů, nebo frikativní, což znamená, že je vyslovovaná škrcením proudu vzduchu skrz úzký kanál v místě artikulace, způsobující turbulenci.
- Místo artikulace: epiglotála, uzávěra se vytváří mezi hrtanovou příklopkou (epiglotis) a aryepiglotickou řasou (plica aryepiglottica).
- Znělost: znělá souhláska – při artikulaci hlasivky vibrují. Neznělým protějškem je ʜ.
- Ústní souhláska – vzduch prochází při artikulaci ústní dutinou.
- Pulmonická egresivní hláska – vzduch je při artikulaci vytlačován z plic.